# Silvestr Hipman
Silvestr Hipman, do roku 1951 Hippmann (23. července 1893 Čáslav – 16. března 1974 Praha), byl český hudební skladatel a kritik, spisovatel a překladatel.

## Život
Vystudoval práva na Karlově univerzitě a stal se úředníkem Všeobecného penzijního ústavu. Hudbu studoval soukromě, klavír u Adolfa Mikeše a skladbu u Otakara Šína a Jaroslava Řídkého.
Kromě svého zaměstnání, komponování a koncertní činnosti se věnoval organizaci hudebního života a popularizaci hudby. Byl jednatelem Umělecké besedy v Praze. Podílel se na založení Heroldova klubu a Společnosti Antonína Dvořáka. V Čáslavi založil Dusíkův ústav a muzeum. Zpracoval rovněž katalog Dusíkových skladeb. V Umělecké besedě pořádal tzv. Besední úterky, které se rozšířily i mimo Prahu. V pražském Divadle hudby se podílel na tvorbě vzdělávacích pořadů. Pro rozhlas napsal několik hudebních pořadů a rozhlasových her.
Byl hudebním referentem řady českých deníků a dopisoval i do zahraničních odborných periodik (italské Musica d’oggi, belgické La Sirène).
Zemřel roku 1974 v Praze. Byl zpopelněn a pohřben na Vinohradském hřbitově.

## Dílo

### Orchestrální skladby
- Slavín op. 10 (smuteční pochod, 1939)
- Valčíkové scény (1949)
- Karlovarský chorál (1948)
- Čtyři menuety z F. L. Věka (1955)
- Rondo pro klavír a orchestr (1957)
- Vogézské náměstí op. 33 (1957)
- Moře a palmy op. 34 (1957)
- V Čechách (symfonická suita, 1960)

### Klavírní skladby
- Tango ve stylu Ladislava Vycpálka (1927)
- Scherzo op. 18 (1944)
- Etudy op. 26 (1953)
- Polky op. 27

### Komorní hudba
- Sonatina pro housle a klavír op. 2 (1933)
- Dante a Beatrice op. 5 (housle a klavír, 1936)
- Don Quijote a Dulcinea op. 6 (housle a klavír, 1936)
- Tři kusy pro violoncello a klavír op. 8 (1938)
- Čáslavská suita pro dechový kvintet op. 11 (1939)
- Vánoční ukolébavka pro violu a klavír op. 12 (1939)
- Concertino pro housle a klavír (1942)
- Suita pro flétnu a klavír op. 23 (1950)
- Sonáta pro housle a klavír op. 25 (1952)
- Pět kusů pro housle a klavír op. 28 (1954)
- 5 smyčcových kvartetů (1941, 1942, 1948, 1950, 1953)

Řada písní, sborů a drobnější příležitostné skladby.

### Literární dílo
- Týden v Holandsku s českým zpěvem, Praha, 1932
- Frederyk Chopin'', v edici Kdo je?, Praha, 1946
- Dusíkovská kapitola (vyňato z rukopisných vzpomínek Mé mládí a hudba), Okresní vlastivědné museum v Čáslavi, 1960
- Hektor Berlioz v Praze ( v rukopise, část publikována ve věstníku Bertramka, roč. 2, č. 7, 1950)